# Hervé Ducroux
Hervé Ducroux (Parigi, 30 novembre 1957) è un attore e regista teatrale francese.

## Biografia
Dal 1979 al 1983 ha studiato a Parigi presso la Compagnie Bernard Ortega, nel 1984 Roma ha seguito Corso sulla Commedia dell'Arte con Angelo Corti; nel 1986 a ha studiato alla Young filmakers and Video Art.
Al cinema ha lavorato con registi come Luigi Magni, Carlo Lizzani e Pupi Avati. Come doppiatore ha prestato la voce a Tomber nel film animato Cars 2. Ha anche recitato, per la televisione, nelle due stagioni di Non lasciamoci più e nel film tv biografico De Gasperi - L'uomo della speranza.
In seguito è molto attivo nel teatro, sia come attore che come regista, portando in scena decine di opere, scritte fra gli altri da Moliere, William Shakespeare, Cechov e Dacia Maraini.

## Filmografia

### Cinema
- In nome del popolo sovrano, regia di Luigi Magni (1990)
- Cattiva, regia di Carlo Lizzani (1991)
- Rewind, regia di Sergio Gobbi (1998)
- I vestiti nuovi dell'imperatore, regia di Alan Taylor (2001)
- La cena per farli conoscere, regia di Pupi Avati (2005)
- Race for Glory - Audi vs. Lancia, regia di Stefano Mordini (2024)

### Televisione
- La rossa del Roxy Bar – miniserie TV di Rai Uno (1995)
- Sospetti – miniserie TV di Rai Due (1995)
- Non lasciamoci più – serie TV di Rai Uno (1999-2001)
- Rivoglio i miei figli – miniserie TV di Canale 5 (2004)
- De Gasperi - L'uomo della speranza – miniserie TV di Rai Uno (2005)

## Doppiaggio

### Cinema
- Guillaume Faure in Doctor Strange
- Lambert Wilson in Timeline - Ai confini del tempo

### Film d'animazione
- Tomber in Cars 2